# Efrén Fernández Carrión
Efrén Fernández Carrión (22 de marzo de 1988, San Antonio Abad, Ibiza, España), conocido como Efrén, es un futbolista que actúa como guardameta en el La Roda Club de fútbol.

## Trayectoria
Da sus primeros pasos en las canteras del RCD Mallorca (en cadete y juvenil) y CD Numancia (en los dos últimos años de juvenil). En la 2007/08 su primera como amateur, fichó por su por el Hércules para reforzar al filial que milita en Regional Preferente. A este último llegó de la mano del entrenador del primer equipo, Andoni Goikoetxea Olaskoaga, con el que coincidió en el Numancia.
Comenzó la temporada 2007/08 como 5º portero de la primera plantilla del Hércules CF y en enero de 2008 se convirtió en el 2º portero tras una lesión crónica de Toni Prats, la marcha de Kossi Agassa al Stade de Reims y tras haber sido apartado Sergio Aragoneses por indisciplina.
En la jornada 21 de la Segunda División fue el portero suplente de Unai Alba en el Estadio Ramón de Carranza contra el Cádiz CF.
Su dorsal en el primer equipo del Hércules fue el número 30. 
Ficha por el Getafe B en verano de 2009. Luego, en 2010 ficha por la Unión Estepona Club de Fútbol.

## Personal
- Fue el único portero en una sesión de entrenamiento del Hércules por incomparecencia de los demás por diversos motivos. Curiosamente no terminó dicha sesión al lesionarse del dedo corazón.[3]

## Clubes
| Club                          | País   | Año               |
| ----------------------------- | ------ | ----------------- |
| RCD Mallorca (cadete)         | España | 2003 - 2004       |
| RCD Mallorca (juvenil)        | España | 2004 - 2005       |
| CD Numancia (juvenil)         | España | 2005 - 2007       |
| Hércules CF B                 | España | 2007 - 2009       |
| Getafe B                      | España | 2009 - 2010       |
| Unión Estepona Club de Fútbol | España | 2010 - actualidad |